# سیارک ۱۸۶۸۳۲
سیارک ۱۸۶۸۳۲ (به انگلیسی: 186832 Mosser، نامگذاری:2004FD76)۱۸۶۸۳۲مین سیارک کشف شده‌است که در ۱۷ مارس ۲۰۰۴ کشف شد.